# Meyer Lazar
Pour les articles homonymes, voir Lazar.
 (octobre 2023).
 (octobre 2023).
Meyer Lazar (né Marcel Lazarovici), (4 octobre 1923 - 30 janvier 1995) est un peintre-poète français de Montparnasse.
Surnommé[Par qui ?] le dernier peintre juif de l'École de Paris.
« Meyer Lazar est le poète de la couleur. Grâce à elle, il parvient à faire trois dimensions à partir de deux. Il peint des paysages fantastiques ou des paysages de paradis terrestre. Meyer Lazar est le peintre du bonheur, qui exorcise les forces ennemies qui pèsent sur notre destin. Il triomphe du pessimisme, ce nouveau mal du siècle. C’est un peintre juif et un peintre latin. Ses fabuleux tableaux de la nature ne sont pas des documents exacts, froids et objectifs. Ce sont des interprétations lyriques, des illuminations ou, plutôt, des mirages. Meyer Lazar construit un espace pictural purement imaginaire. Ses aubes, ses crépuscules et ses nocturnes, ou ses effets de nuit, sont d’ensorcelantes visions atmosphériques, des symphonies d’ors roux, de roses corail, de verts émeraude, de violets améthyste, de bleus turquoise et de jaunes d’écaille blonde. Ses couples d’amants s’ébattent sur des fonds de collines dont leurs corps, moins humains que divins, épousent spontanément les contours sinueux. » (Waldemar George)[réf. nécessaire]
« La peinture ce n’est pas une image. La peinture, c’est de la poésie. » (Meyer Lazar)

## La Roumanie (1923-1944)
Meyer Lazar, de son vrai nom Marcel Lazarovici, est né le 4 octobre 1923 à Galați en Roumanie. Juste après sa naissance, sa famille déménagea à Bucarest, où Lazar fut élevé. Dès son enfance, il peignit et dessina abondamment, essentiellement au carbone. Il s’inscrivit à l’Académie des beaux-arts de Bucarest, l’une des plus brillantes d’Europe de l’Est, et obtint plusieurs prix de peinture.
En 1941, la Roumanie entra en guerre aux côtés de l’Allemagne contre l’URSS. Lazar fut envoyé dans un camp de travail forcé en Transnistrie, dont il s’enfuit en 1944. Il se mit en route pour Bucarest et fit la plupart du trajet à pied, en dissimulant ses origines juives pour ne pas être déporté. Il arriva chez lui avec de graves blessures aux pieds et se cacha chez son oncle. Le « certificat » lui permettant d’immigrer en Palestine, qu’il attendait depuis longtemps, arriva alors que ses blessures cicatrisaient. Lazar prit immédiatement le bateau pour Haïfa. Il avait 21 ans.

## Israël (1944-1950)
Meyer Lazar resta en Israël de 1944 à 1950, et il n’y revint que lors d’un voyage en 1967, puis pour y être inhumé en 1995. Cependant la Terre promise et son soleil s’imprimèrent à jamais dans son cœur. Intimement lié à ces paysages, il continua toujours de les évoquer dans ses toiles depuis les profondeurs de sa mémoire.
À son arrivée à Haïfa, Lazar fut incorporé au kibboutz Kfar Glickson. Là, il s’initia aux travaux des champs et apprit l’hébreu. Mais il ne s’y sentait pas à sa place. Son désir impérieux de s’engager dans la peinture ne coïncidait pas avec les besoins de la collectivité du kibboutz. Alors il rejoignit les rangs des « Surveillants » (gaffirs), et il resta à Atlit avec son unité. 
En 1948, après la proclamation de l’indépendance, Lazar fut versé dans les Forces israéliennes de défense et participa à la prise de Jaffa. Il resta alors dans la ville, peignant dans sa petite chambre, vivant de petits boulots. Puis il rejoignit le studio-école d'Aharon Avni à Tel-Aviv. Le Studio Avni avait été le bastion de l’expressionnisme juif parisien, mais il s'était transformé en une institution académique conservatrice. Les conceptions vieux jeu d’Avni et son orientation en matière de couleurs, limitée aux bruns et aux monochromes à la Corot, laissaient peu de place à l’expression personnelle. Elles suscitèrent des critiques mordantes parmi ceux de ses étudiants qui étaient tentés par une approche plus moderne de l’art, parmi lesquels Lazar. 
Avec une trentaine d'autres artistes, il quitta donc le Studio Avni pour Le « Studia » lors de sa création par Yehezkel Streichman et Avigdor Stematsky. C’était une période pleine d’enthousiasme, d’excitation et d’amour de la peinture. Les membres du Studia peignirent beaucoup de paysages, de natures mortes, de nus et de portraits. Ils sortaient peindre des paysages près de la rivière Yarkon et à Ramat-Gan, Acre, Nazareth, Safed, Jaffa, et dans le studio les artistes posaient les uns pour les autres. Ils organisèrent de nombreuses expositions, notamment en 1949 au Café Kassit.
L’arrivée de Marcel Janco parmi les professeurs du Studia marqua la fin d’un cycle dans la vie de Lazar. Janco, d’origine roumaine comme Lazar, avait déjà été son professeur à Bucarest. Il faisait partie à cette époque du groupe des « Horizons nouveaux », qui voulait libérer la peinture israélienne de son caractère local et l’introduire dans la scène artistique européenne. En octobre 1949, l’Association des peintres et sculpteurs d’Israël institua un prix pour les jeunes artistes. Meyer Lazar fit partie des lauréats grâce à son tableau Dans la vieille ville de Jaffa. Peu de temps après, il quitta Israël pour Paris – comme la plupart des artistes locaux –, fuyant le vide culturel et l’état d’isolement dans lequel ils se trouvaient depuis la guerre d’Indépendance.

## Le Montparnasse des Années folles (1950-1969)
En 1950, Meyer Lazar s’embarqua pour Paris, où il fut accueilli par d’anciens membres du Studia. À cette époque, Paris était le centre artistique dominant et le centre d’attraction de tous les peintres du monde. Lazar s’impliqua rapidement dans la vie parisienne, passant ses journées à La Coupole et au Select, et devint partie intégrante de la scène de Montparnasse. Il parvint à se débrouiller pour vivre en travaillant comme peintre en bâtiment, et il s’installa dans un studio rue Richer (9e arr.). Il se lia d’amitié avec les autres artistes étrangers de Paris, qu’il voyait dans les cafés. 
C’est à cette époque qu’il prit pour nom d’artiste « Meyer Lazar ». Meier signifie en hébreu « la lumière », « celui qui illumine » ; Lazar est un diminutif de Lazarovici, comme l’ont fait nombre d’artistes à l’époque (tel Marc Chagall, qui s’appelait en réalité Moïshé Zakharovitch Chagalov).
En janvier 1963, David Giladi (he), critique d’art du quotidien israélien Ma’ariv, écrivit : « Lazar, bien qu’il soit à Paris depuis plus de dix ans, peint toujours des paysages israéliens, le grand soleil d’Israël, rayonnant de tous ses feux, les palmiers dressés, les étendues sèches, le buisson solitaire. (…) Lazar est un jeune homme extrêmement modeste, et aussi très intelligent. Il ne se fait pas beaucoup d’illusions. “À Paris, il y a toujours eu des milliers de peintres, et toujours, parmi eux, seuls quelques génies ont émergé, dit-il. Il y en a toujours quelques-uns qui deviennent “à la mode”. On écrit sur eux, on achète leurs tableaux, et une génération plus tard ils sont oubliés, il n’en reste plus la moindre trace.” »

## L’artiste maudit (1970-1995)
Lazar visitait assidûment galeries et expositions ainsi que les salles de vente de l’hôtel Drouot, auxquelles il se rendait de façon quasi obsessionnelle. Incapable de tirer un véritable revenu de ses propres toiles, il se passionna pour les ventes d’art. Sa très bonne connaissance de la valeur commerciale des œuvres fut remarquée par les collectionneurs et les vendeurs d’art, qui bénéficiaient de ses lumières en lui demandant conseil sur la qualité des œuvres et l’opportunité d’investir en elles. À force, cela finit par l’aigrir, et sa conception romantique de la peinture en pâtit. Son esprit fiévreux s’engageait dans des spéculations sur la mort de l’art, et pendant de longues périodes il ne peignit plus du tout. Cependant, Lazar croyait énormément dans son talent, et il réussit toujours à reprendre confiance en lui et en son œuvre malgré certaines périodes de découragement.
Le peintre Menashe Kadishman, qui le rencontrait chaque fois qu’il venait à Paris, relate que : « Lazar avait vu toutes les expositions parisiennes des quarante-cinq dernières années. Il se serait privé de repas pour acheter le catalogue des travaux d’un peintre. Une fois, il m’a dit qu’il était fatigué. “Écoute, je suis allé sur la tombe de Modigliani et j’ai lu : Ici repose Modigliani, et : Ici repose Brancusi ; ils reposent tous, et moi seul travaille encore.” Meyer était un survivant de la période de bohème romantique. Il me cita Sartre : “Ici, à Paris, nous nous fertilisons mutuellement – poètes, écrivains, putains, peintres, chanteurs : c’est la sève de la vie.” C’était un peintre merveilleux et innocent, une personne différente des autres. Il ne vivait que pour l’art. Il respirait l’art, et rien d’autre ne l’intéressait. Regardez les peintures de Meyer, et vous verrez une personne sensible et belle, un peintre merveilleux et vrai. »
Le plus grand ami de Lazar a été Moshé-Naïm, éditeur phonographique, producteur et réalisateur, mais aussi un philosophe humaniste qui a passé sa vie à concevoir les bases d'une pensée universelle et fraternelle. Moshé-Naïm, qu'il avait rencontré en 1951, le logea chez lui, lui arrangea un atelier où travailler et subvint à ses besoins pendant près de vingt-cinq ans. Dans les années 1970, il invita Lazar dans sa maison de Bièvres, et c’est là que l’artiste peignit sa fameuse série de dix tableaux sur le Cantique des Cantiques. Une des toiles de cette série fut par la suite copiée sur un support différent et devint une tapisserie spectaculaire qui fut achetée par un grand collectionneur. Le 28 novembre 1975, une série d'eaux-fortes de Lazar sur le Cantique des Cantiques fut présentée à la vente dans le catalogue de l’hôtel Drouot. Deux ans plus tard, l’un des dessins de cette série apparut en première page d’un numéro d’Amitiés France-Israël.
À la suite de ces succès, Meyer Lazar obtint une notice dans le Bénézit, le célèbre Dictionnaire critique et documentaire des peintres, sculpteurs, dessinateurs et graveurs. La voici : « Peintre juif et peintre latin. Latin par son pays d’origine : la campagne roumaine ; juif parce que Israël est sa seconde patrie, celle qu’il a choisie. Ce fut en outre en France qu’il reçut sa formation et qu’il trouva ses premiers amis peintres. Peintre de paysages fantastiques, ses compositions sont des commentaires lyriques aux textes sacrés qui l’inspirent en général. En 1960, il a montré à Paris un ensemble de peintures ayant le soleil pour thème. En 1972, toujours à Paris, au Centre culturel juif, il a montré une importante série de peintures inspirées du Cantique des cantiques, qui, pour lui, est un poème d’amour que le Créateur nous dédie par la voix du roi Salomon : la femme du Cantique, c’est la terre d’Israël retrouvée, et le bien-aimé est le Juif errant renouant avec sa patrie millénaire. Waldemar George a écrit de Meyer Lazar : “Peintre céleste, Meyer Lazar construit un espace pictural purement imaginaire. Ses aubes, ses crépuscules et ses nocturnes, ou ses effets de nuit, sont d’ensorcelantes visions atmosphériques”. Œuvres dans les musées de Tel-Aviv, Jérusalem, Ein-Harod, Eilat. »
À sa mort, en janvier 1995, Lazar avait 71 ans. Il était le dernier peintre juif de l'Ecole de Paris.

## Les expositions
- Avril-mai 1954, Salon des indépendants, au Grand Palais.
- 1959, Salon des indépendants, notamment L’Amour anonyme, Elle et lui et Jaffa au crépuscule (1959).
- 1960, Salon des indépendants, notamment Deux oiseaux, eau douce et eau salée (1958).
- Mars 1960, exposition « Entre deux soleils » à la galerie Bernheim-Jeune, qui ne proposait que ses œuvres, notamment Entre deux soleils.
- 1961, Salon des Expressionnistes, notamment Soleil rouge sur village arabe (1961).
- Années 1960, exposition de groupe qui fut envoyée au Japon. Le Français David Messer et Morchedai Moreh faisaient partie des artistes exposés.
- 1964, Salon des indépendants, notamment Jours au soleil (le Printemps) (1964), également exposé à la Fondation Art Israël.
- 1965, Salon des indépendants, notamment Trois papillons dans la forêt.
- 1966, Salon des indépendants, notamment Paysages légendaires (1966).
- 1967, exposition de groupe qui se tenait à Eilat en Israël.
- Mars-avril 1968, Salon des indépendants, notamment Les Bords du lac de Galilée (1968).
- 1968, Salon des Expressionnistes, notamment « Eylath » (le bain turc) (1967).
- 1970, Salon des indépendants, notamment Soleil rouge (1970).

## Une œuvre profondément originale
Pour Meyer Lazar, « la peinture, c’est de la poésie », « de l’or poétique ». Il se considérait comme un peintre-poète. Il aspirait à figer le temps et l’espace dans sa palette de couleurs – qu’il divisait en trois catégories : le chaud, le froid et le neutre.
Lazar tomba amoureux des paysages israéliens à la fin des années 1940. Le motif le plus manifeste de cette époque dans son œuvre est celui du village arabe, qui l’impressionna bien davantage que les paysages de kibboutz, et le dense agglomérat d’immeubles de Jaffa ainsi que son port de pêche, qu’il préférait aux vues de Tel-Aviv. Il était charmé par le port avec ses bateaux en face de la vieille ville de Jaffa. Il peignit le lac Kinneret ceint de ses nombreux palmiers, et il adorait tout particulièrement la cité antique de Safed et les montagnes de Galilée, qu’il assimilait aux courbes de la femme désirée. Les villes de Jaffa, de Tiberias, de Safed et leurs environs continuèrent de résonner dans son œuvre pendant de longues années, malgré la distance géographique qui séparait l’artiste de ces lieux.
Le soleil israélien éblouit Lazar et influença son œuvre pendant le restant de sa vie. Il joue un rôle prédominant dans la plupart de ses travaux. Souvent, deux soleils apparaissent, divisant la toile en deux, intensifiant le secret de l’activité née de la rencontre entre les deux astres. Par moments, la lune brille seule dans le ciel, et parfois, pâle ou rouge sang, elle se mêle au soleil couchant qui illumine la nuit dans un dégradé de bleus et de verts.
Les personnages qui peuplent les toiles de Lazar des premières années sont caractérisés par un minimalisme démonstratif. Ils dansent sur les plans de couleur à des rythmes angulaires, géométriques, parfois triangulaires, manifestant l’influence de Raoul Dufy ou de Joan Miró, avec une touche de fragrance orientale.
Avec le temps, l’orientalisme de Lazar céda graduellement le pas à d’autres influences. La fréquentation des peintres français et des artistes juifs de l’École de Paris fit évoluer son œuvre. Les paysages d’Israël furent mêlés à des thématiques bibliques et juives. En même temps, il s’appropria de nombreux motifs de la peinture française : clowns, masques, musiciens, oiseaux et animaux exotiques, jeux de miroirs – et, par-dessus tout, la figure de la femme, qui constitue le véritable leitmotiv de son œuvre. Les fleurs, les intérieurs et les natures mortes  forment également une proportion considérable des thèmes qui ont retenu son attention. Il faut encore mentionner l’influence du peintre japonais Hokusai (1760-1849), qui impressionna profondément Lazar. Il fut enfin très influencé par Chagall, dont il admirait énormément les couleurs, et par la philosophie et la symbolique de son ami Moshé-Naïm.
Mais le grand thème de l’œuvre de Meyer Lazar est l’amour. Dès 1950, il associait métaphoriquement la femme à la terre, et dans son œuvre elle apparaît toujours avec des formes généreuses. Dans ses peintures, l’homme et la femme fusionnent, leurs deux visages fondus en un seul, leurs corps s’enroulant l’un à l’autre dans une harmonie de courbes. La partie gauche du visage, qui appartient à la femme, est unie au visage de son amant, à droite, par un profil commun. Ils se mêlent en se faisant face ou en s’entrelaçant dans les positions de l’amour, et créent toujours un dialogue avec le paysage qui les entoure. Les silhouettes terrestres de Lazar deviennent indissociables du paysage qui les complète. C’est une peinture extraordinairement originale.
Dans les années 1970, Lazar fut blessé dans un accident de voiture ; il eut le bras droit cassé, celui avec lequel il peignait… Étant donné les capacités limitées de sa main, il se concentra alors sur le dessin. Il emportait papier et crayon dans les cafés, où il passait des heures à dessiner. Il développa alors un merveilleux art de la légèreté qu’il exprima dans des centaines de dessins au crayon, pour la plupart des silhouettes d’amoureux. Légers et oniriques, ses amoureux chargés de symboles semblent flotter dans les airs.
Dans la dernière décennie de sa vie, les peintures de Lazar devinrent plus complexes et plus riches en symboles. Sa peinture était, selon ses propres termes, « atmosphérique », « lyrique » et « poétique ». Il avait une façon très personnelle de la rattacher à l’histoire de l’art et de la culture : il s’y référait dans ses toiles de manière volontairement brouillée. Ainsi, il incorporait fréquemment à ses tableaux la figure de Charlie Chaplin – qu’il admirait beaucoup. Celui-ci apparaît dans certaines toiles en compagnie de Rembrandt, Beethoven, Léonard de Vinci, de son propre autoportrait, et toujours de la figure de la Femme et du Soleil éternel…